# Byte (Zeitschrift)

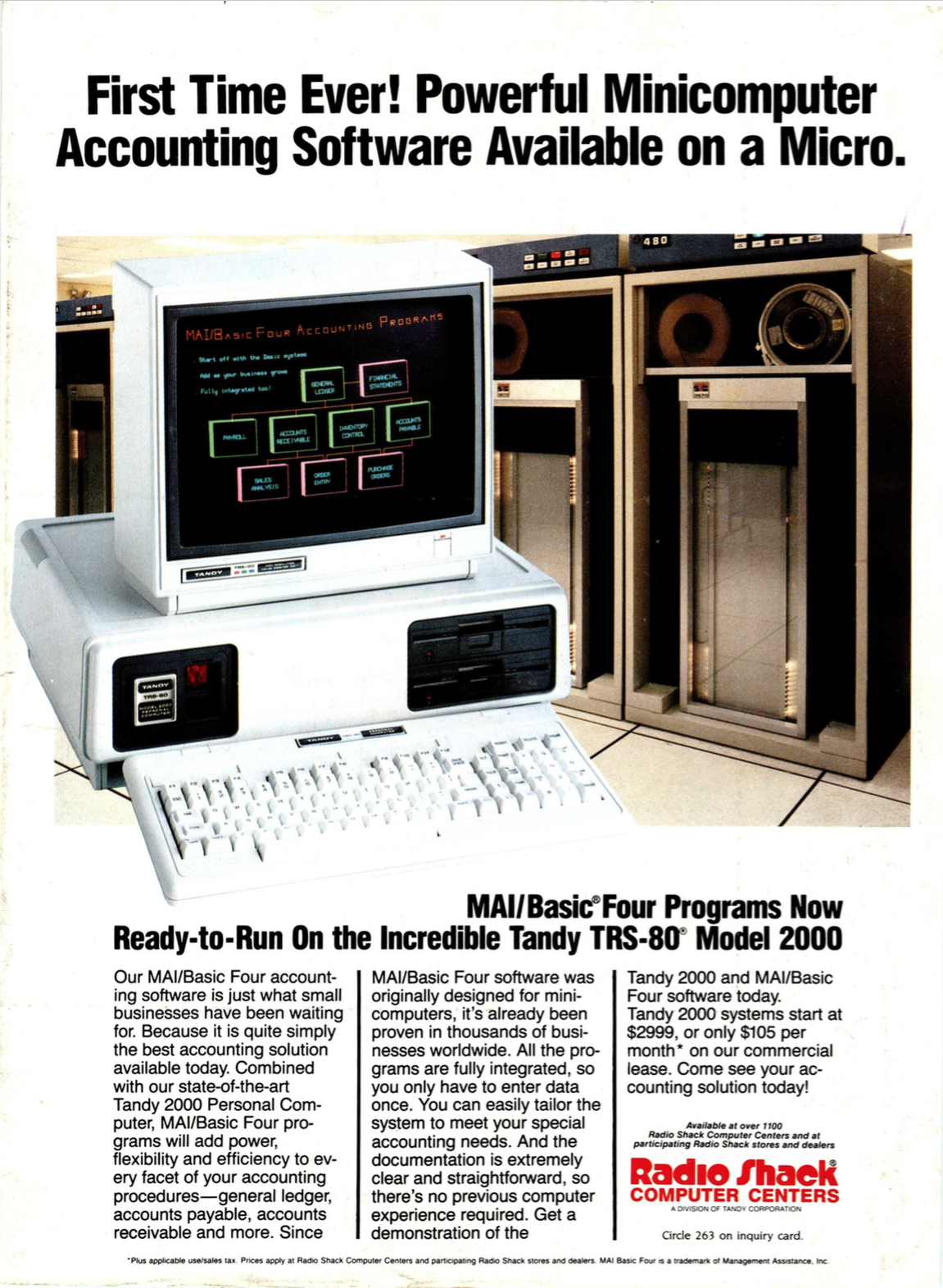
Werbung in der Byte (July 1984) für die Tandy 2000 (mit 80186-CPU)

Die Byte (Eigenschreibweise: BYTE; zugehörige Unterschrift: the small systems journal;) war eine US-amerikanische Computerzeitschrift in der Anfangszeit der Mikrocomputer und ihrer breiten Anwendung.
Ihre größte Verbreitung fand die Zeitschrift in den späten 1970er und den gesamten 1980er Jahren, ihr großer Einfluss in dieser Zeit liegt in ihrem redaktionellen Spektrum begründet, welches sich nicht nur auf eine Spielart der Computertechnik beschränkte – so wie das bei vielen Magazinen üblich war – sondern neben der Heim- und Büroanwendung der damals (in Deutschland) üblichen DOS-PCs und (damals weniger verbreiteten) Macintosh-Rechnern auch Großrechner und informationstheoretische Fragestellungen behandelte. Diese Themen wurden dabei häufig theoretisch vertieft behandelt und weniger aus der Perspektive des Anwenders, der bestimmte Computerprobleme lösen wollte.

## Geschichte
Die Zeitschrift wurde von Wayne Green mit der Erstausgabe im September 1975 eröffnet und entstand aufgrund der hohen Nachfrage nach Beiträgen über Computer aus dem Amateurfunk-Magazin 73. Die ersten vier Ausgaben wurden noch in den Reaktionsräumen von 73 erarbeitet, ab November 1975 suchte sich die Redaktion nach Unstimmigkeiten mit dem Gründer Wayne Green eigene Räume, was mit der Ausgabe im Februar 1976 auch offiziell wurde. Zwischen „Byte Publications“ und „73 Inc.“ – den beiden Verlagsunternehmen – gab es zudem, wegen der Trennung, einen langanhaltenden Kleinkrieg.
Später gelang es den Byte-Machern, schnell in großer Zahl Anzeigenkunden und namhafte Autoren für sich zu gewinnen. Die frühen Ausgaben enthielten zahlreiche Do-it-yourself-Projekte für fundierte Hard- und Software-Lösungen. Bekannt wurde die Zeitschrift durch regelmäßige Kolumnen von Autoren wie Steve Ciarcia. Bemerkenswert in dieser Periode waren Artikel zum „Kansas City“ genannten Standard der Informationsspeicherung auf Tonbändern, die Publikation von Programmen in Tiny C, BASIC und Assembler sowie eine ausführliche Berichterstattung über das damals aktuelle Betriebssystem CP/M. In Byte erschien die erste Anzeige einer Firma namens „Micro-Soft“, welche einen damals neuen BASIC-Interpreter für Computer mit Intels 8080-CPU bewarb.
Im Frühjahr 1979 verkaufte die Eigentümerin Virginia Williamson die Zeitschrift an den Fachverlag McGraw-Hill. Sie blieb jedoch bis 1983 Herausgeberin und Vizepräsidentin von McGraw-Hill.
Nachdem 1981 der erste IBM PC auf dem Markt veröffentlicht wurde, änderten die Byte-Macher ihre Veröffentlichungspolitik. Die Do-it-yourself-Artikel der Anfangszeit wurden zurückgedrängt und durch Produktübersichten und Tests ersetzt. Byte war damit ein Vorreiter unter den Computermagazinen. Beibehalten wurde dabei ein weiter Blick über die „gesamte“ Heimcomputerszene, die für Privatleute typischerweise finanziell realisierbar war. Im Vordergrund stand nun aber die Frage, wie Lösungen funktionierten und nicht mehr, wie man diese als Anwender selber nachbauen konnte.
In den frühen 1980er Jahren spielte Byte in einer Liga mit Magazinen wie Rolling Stone sowie Playboy und regte seine Konkurrenten wie das PC Magazine an, seine Erfolgsstrategie zu kopieren. 1981 war Byte der einzige Computertitel in der Top-400-Liste von Folio. 1982 hatten die Ausgaben von Byte, mit durchschnittlich 543 Seiten, mehr als alle anderen Magazine. Die Zeitschrift erreichte eine Auflagenhöhe von 420.000 Exemplaren je Ausgabe und war damit die dritthöchste aller Computermagazine.
Bis 1986 wurde die Titelgestaltung von Robert Tinney besorgt, der dem Magazin damit eine eigene Ästhetik verlieh. Ab 1987 glich sich Byte auf diesem Gebiet der Konkurrenz an, indem die künstlerischen Titelgrafiken durch konventionellere Abbildungen von getesteten Produkten ersetzt wurden.
Bis in die 1990er Jahre erschien die Zeitschrift monatlich, hatte einen Umfang von jeweils bis zu 1000 Seiten und war für ihre eingehenden technischen Tests bekannt. Die amerikanische Papierausgabe wurde nach einem Eigentümerwechsel im Juli 1998 eingestellt. Von 1999 bis 2009 erschien eine Onlineausgabe, welche im Juli 2011 wiederbelebt und 2013 wiederum, mit der Bezeichnung „BYTE: Consumer Technology in Business“, eingestellt wurde.

## Einzelbelege
1. ↑  BYTE Magazine (englisch) – Übersicht aller erschienenen Papierausgaben beim sogenannten Internet Archive (abgerufen am 15. März 2019)
2. 1 2  Byte Magazine (englisch) – die gedruckte Erstausgabe, bei Internet Archive (abgerufen am 15. März 2019)
3. ↑  Gates: wie der Microsoft-Chef die PC-Industrie revolutionierte und zum reichsten Mann Amerikas wurde – Ausschnitte bei Google Books; verfaßt von Stephen Manes und Paul Andrews, 1993 veröffentlicht über den Addison-Wesley-Verlag, auf 473 Seiten; u. a. auch auf Seite 97 mit „Micro-Soft“
4. ↑  BYTE: Consumer Technology in Business (Memento vom 17. September 2013 im Internet Archive); Sprache: Englisch – letzte bekannte (oder im auch sogenannten Webarchiv gesicherte) Ausgabe